# پست-متال
پُست-متال (به انگلیسی: Post-metal) یکی از ژانرهای موسیقی متال است که از ترکیب دو سبک پُست-راک و هوی متال به وجود آمده‌است ضمن اینکه ریشه‌هایی در سبک‌هایی چون پراگرسیو متال و اینداستریال متال دارد.

## تاریخچه
Aaron Turner سرپرست گروه Isis و مدیر Hydrahead Records که وی را به نوعی می‌توان مبتکر این سبک دانست می‌گوید: «گروه‌های اکسپریمنتال متال همچون گادفلش و Flying Latenbachers و Melvins و نوروسیس زمینه ایجاد این سبک را برای ما فراهم کردند. به این ترتیب ریشه‌های این سبک قابل شناسایی است.» با وجود اینکه گروه‌هایی مثل نوروسیس و گادفلش زودتر به این سبک پرداختند ولی این گروه Isis بود که به تعریف ساختار و قاعده بندی سبک پُست متال به شکلی واضح پرداخت و تا حدود زیادی این سبک را از هاله ابهام خارج نمود. این امر با انتشار آلبوم Oceanic از این گروه در سال ۲۰۰۲ برای اولین بار محقق شد. به این ترتیب می‌توان آلبوم Oceanic از گروه Isis را نقطه عطفی در موسیقی پُست متال به حساب آورد. از دیگر آثاری که شباهت‌هایی به این سبک دارند می‌توان به آلبوم‌های Meantime در سال ۱۹۹۲ و Betty در سال ۱۹۹۴ از هلمت و همچنین تا حدودی کارهای سال‌های ۱۹۹۳ و ۱۹۹۶ گروه تول و کارهای بعدی این گروه اشاره کرد.

## ویژگی‌ها
همان طور که گفته شد این سبک ترکیبی است از پُست راک و هوی متال. این یعنی فعل و انفعال تاریکی و روشنایی.
ویژگی‌های این سبک به‌طور فهرست‌وار عبارت‌اند از:
- ۳-۱ . گیتار پیچیده
- ۳-۲. سیر تدریجی و مرحله به مرحله شکل‌گیری موسیقی
- ۳-۳. تأکید کم بر استفاده از سولوهای گیتار
- ۳-۴. در برخی از موارد بهره‌گیری از وکال ته حلقی

شاید بهترین نمونه برای معرفی این سبک که تمام ویژگی‌های پُست متال را به خوبی می‌توان در آن مشاهده کرد، آلبوم Panopticon از گروه Isis باشد که در سال ۲۰۰۴ منتشر شد. همچنین ساختارهای این سبک در دومین آلبوم گروه پلیکان به نام The Fire In Our Throats Will Beckon the Thaw که در سال ۲۰۰۵ منتشر شد قابل مشاهده‌است.

## سازهای به کار رفته
یک قطعه موسیقی پُست متال به‌طور معمول دارای دو الی سه گیتار الکتریک، یک گیتار بیس، سینث‌سایزر، درامز و وکال(صدای خواننده) می‌باشد.

## وکال و شعر
فلسفه عمومی در پس تولید پُست متال این است که «کل بزرگ‌تر از مجموع اعضایش است.»
وکال در موسیقی پُست متال اغلب اوقات بسیار ضعیف است و در برخی موارد با فریاد و صدای خشن ادا می‌شود. توجه شود که این وکال با وکال دث متال متفاوت است و از طرفی صدای شفافی هم نیست. همچنین در مواردی موزیک کاملاً بدون وکال است مانند تمام ترک‌های آلبوم City Of Echoes از گروه پلیکان یا برخی از کارهای گروه Isis.
شعر پُست متال گستره وسیعی از موضوعات را دربرمی‌گیرد. این گستره اغلب شامل موضوعاتی چون متافیزیک(علوم ماوراءالطبیعه)، اگزیستانسیالیسم و... می‌باشد.

## ساختار سبک
به‌طور کلی گرایش این سبک بیشتر به سمت پُست راک است تا هوی متال. Aaron Turner از Isis می‌گوید: «فرمت استاندارد Verse-Chorus چیزی است که به حد کافی به آن پرداخته شده و وفادار بودن به آن به نظر نوعی بی هدف بودن است در حالی که هنوز راه‌های بی شماری برای پیمودن و تجربه کردن باقی مانده.» با این اوصاف موسیقی پُست متال اغلب از نظر مدت آهنگ بلند است، یک قطعه موسیقی پُست متال به‌طور معمول بین ۶ تا ۱۱ دقیقه است. به همین علت یک ترک به سبک پُست متال اغلب برای پخش در رادیو مناسب نیست و موسیقی پُست متال یک موسیقی غیر تجاری محسوب می‌شود.

## لیست برخی از گروه‌های شاخص سبک پُست متال
- نوروسیس
- Cult Of Luna
- Intronaut
- Isis
- Dirge
- Battle Of Mice
- Mouth Of The Architect
- Rosetta
- Amenra
- پلیکان
- Russian Circles
- Jesu
- Omega Massif
- A Storm Of Light
- Minsk
- Atoma